# Theodor Opitz
Theodor Opitz (* 22. November 1820 in Fürstenstein, Provinz Schlesien; † 28. November 1896 in Liestal, Schweiz) war ein deutscher Publizist, der durch Studien zur Geschichte der Französischen Revolution hervortrat und bei der 1848er Revolution in Deutschland aktiv war. Nach dem polnischen Januaraufstand 1863 floh er aus politischen Gründen aus Schlesien in die Schweiz, wo er als Journalist und Übersetzer tätig war.

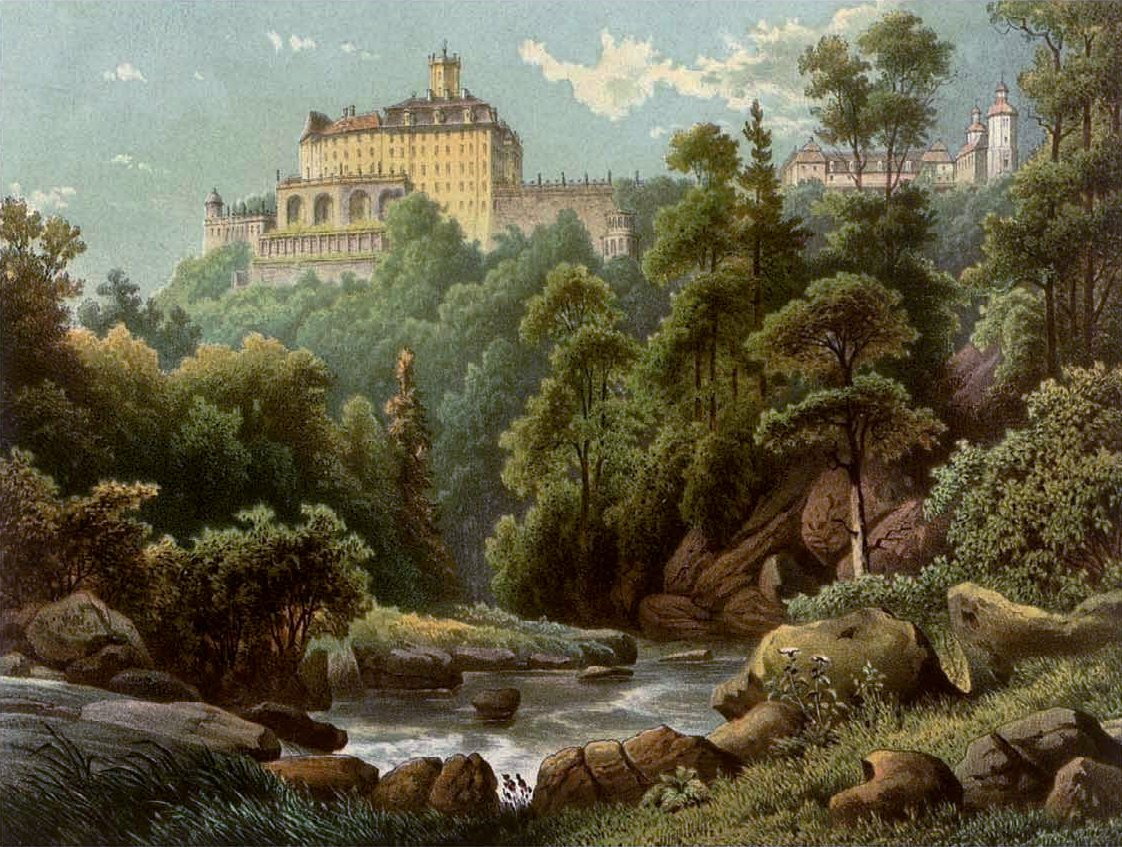
Geburtsort Schloss Fürstenstein um 1860

## Leben
Opitz wurde 1820 auf Schloss Fürstenstein bei Waldenburg als Sohn des Ernst Opitz und seiner Frau Luise, geb. Seiler, in eine Familie geboren, die seit Generationen in Diensten der Reichsgrafen von Hochberg – seit 1848 Fürsten von Pless – stand. Sein Bruder Adolph wurde Kreisrichter, sein Bruder Ewald und seine Schwester Luise standen, wie ihre Vorfahren, ebenfalls in fürstlichen Diensten.
Theodor Opitz besuchte ein humanistisches Gymnasium, absolvierte ein Studium, vermutlich in Breslau, und war anschließend als Hauslehrer tätig. Neben Latein und Griechisch beherrschte er sechs moderne Sprachen. Als Student und zumindest bis Ende der 1840er-Jahre orientierte er sich an der damaligen intellektuellen Avantgarde der Junghegelianer, vor allem an Bruno Bauer, mit dem er bis zu dessen Tod 1882 in regem brieflichen Austausch blieb.
Nachdem im Oktober 1844 Max Stirners Buch Der Einzige und sein Eigentum herausgekommen war, entspann sich in der Trier'schen Zeitung eine längere Kontroverse, die unter anderem Stirners Kritik an Bruno Bauer betraf. Hier trat Opitz, zumal Bauer selbst sich nicht beteiligte, als Korrespondent „T.O., aus Oberschlesien“ für dessen Ideen ein. Schon vorher war er mit Kritiken an Karl Marx und Friedrich Engels, als diese noch Anhänger Ludwig Feuerbachs waren, hervorgetreten.
Opitz war ein Verehrer Friedrich Hölderlins, Georg Büchners und Georg Herweghs und engagierter Verfechter der Ziele der Revolution von 1848/49. Er blieb dies, den Zeitströmungen zum Trotz, bis zu seinem Tode, sodass sein Freund, der Schweizer Lehrer, Journalist und Schriftsteller Joseph Victor Widmann, in seinem Nachruf auf ihn sagte, es sei „schade gewesen, dass Opitz so starr und unbeugsam auf dem Standpunkt der 1848er Freiheitssänger und Freiheitsdränger verharrt habe und das Grosse nicht sehen wollte, das unterdessen in Deutschland geschaffen worden sei.“ Opitz ging nach dem Scheitern der Revolutionen von 1848 nach Krakau, in das Zentrum des wieder erstarkenden Polentums. Als unter den politischen Verhältnissen nach 1848 auch die großen philosophischen Ideen des Vormärz nicht mehr aktuell waren – der sozialistischen Bewegung wollte Opitz sich nicht anschließen – verlegte er sich aufs Literarische: es entstanden seine Übertragungen von Dichtungen von Puschkin, Lermontow und Petőfi, für die er großes Lob erhielt, so etwa von Joseph von Eichendorff, Adalbert Stifter und Gottfried Keller.
Im Jahre 1863, kurz nach dem polnischen Januaraufstand, verließ er Krakau, vermutlich aus politischen Gründen, und ließ sich in der Schweiz nieder. Für einige Jahre war er Redakteur der in Zürich erscheinenden Polenzeitung Der weisse Aar. Anschließend nahm er Wohnsitz in Basel und arbeitete 1867–73 als Redaktor beim damals oppositionellen freisinnigen Basler Volksfreund, aus dem später die Basler Nationalzeitung hervorging. Kurzzeitig fasste er den Plan, an der Basler Universität Vorlesungen zu halten, gab ihn aber auf Anraten von Jacob Burckhardt wieder auf. In dieser Zeit kam es auch zu einem erneuten brieflichen Kontakt mit dem dort lehrenden Professor Friedrich Nietzsche, der ihm in warmen Worten für sein wiederholtes „Zeichen sympathischen Einverständnisses“ dankte. Opitz war einer der ersten Verehrer Nietzsches gewesen und hatte ihm bereits anlässlich dessen Geburt der Tragödie geschrieben und von Nietzsche ein gewidmetes Photo erhalten. Eingedenk des Interesses, das der junge Nietzsche an der vormärzlichen Philosophie hatte, und aufgrund seiner mehrfach geäußerten Hochschätzung für Bruno Bauer, wurde gelegentlich vermutet, dass er und Opitz sich während seiner Basler Zeit getroffen haben könnten. Einen Beleg dafür gibt es jedoch bisher nicht.
Nach dem Scheitern der Einbürgerungspläne in Basel lebte Opitz von 1873 bis zu seinem Tode 1896 in Liestal, die letzten Jahre in großer materieller Not, die er aber auch vor seinen engen Freunden zu verbergen wusste. Schließlich starb er, wenige Wochen nach einem Selbstmordversuch, am 28. November 1896. Sein Nachlass wird im Dichter- und Stadtmuseum Liestal bewahrt.

## Schriften
- Friedrich Hölderlin. In: Wigand's Vierteljahrsschrift, Zweiter Band, Leipzig: Otto Wigand 1844, S. 303–320
- Bruno Bauer und seine Gegner. Vier kritische Artikel. Breslau: Eduard Trewendt 1846 (E-Book)
- Beiträge zur Geschichte der französischen Revolution. Leipzig: G. Mayer 1847
- (Hg.): Die Helden der Masse. Charakteristiken. Grünberg: Weiss 1848
- (Hg. u. Übers.): Proudhons neueste Schrift. Theoretischer und praktischer Beweis des Sozialismus, oder Revolution durch den Credit. Leipzig: Fernau 1849
- Robespierres Triumph und Sturz. Ein Beitrag zur Geschichte der französischen Revolution. Leipzig: Costenoble & Remmelmann 1850
- Nikolaus Lenau. Eine ausführliche Charakteristik des Dichters nach seinen Werken. Leipzig: Costenoble & Remmelmann, 1850
- (Hg. u. Übers.): Dichtungen von A. Puschkin und M. Lermontow. Berlin: Hofmann & Comp. 1859
- (Übers.): Alexander Petöfi. Lyrische Gedichte. Pest/Ungarn: Gustav Heckenast 1867
- Alexander Petöfi. Bern: Haller'sche Verlagsbuchhandlung 1868  (Petöfis Biographie; Prosa, Lyrik)
- Maria Stuart – Nach den neuesten Forschungen dargestellt – Band I und II. Freiburg/Br.: Herder 1879, 1882
- Gedichte. Liestal BL/Schweiz: A. Brodbeck 1886
- (mit Alfred Weinhold): Chrestomathie aus Schriftstellern der sogenannten silbernen Latinität. Leipzig: Teubner 1893
- Gabriela Jelitto-Piechulik (Hg.): Theodor Opitz (1820–1896). Polenfreund, Historiker, Literat und Übersetzer.  Texte und Kontexte. Kommentierte Studienausgabe. Berlin: Trafo Wissenschaftsverlag 2009, ISBN 978-3-89626-727-6